# 態度が悪くてすみません
『態度が悪くてすみません――内なる「他者」との出会い』（たいどがわるくてすみません うちなるたしゃとのであい）は、内田樹のエッセイ集、評論集。
2006年4月7日、角川書店の新書シリーズ「角川oneテーマ21」の一冊として刊行された。2014年3月20日、電子書籍版が発売された。
内田の著作の多くはブログの文章を元にしたものであるが、本書に収録された文章はすべて「注文を受けて書いた原稿」である。内田は一時期、メディアからの執筆依頼のメールの返信にそのまま原稿を添付して送り返すことを行っていた（内田はこれらを称して「ムルギーの卵カレー的エッセイ」と呼んでいる）。初出不明の文章が多いのはそのためだという。

## 内容の一部
コミュニケーション失調症候群
『Emergency care』2005年7月号（メディカ出版）掲載。大学におけるセクハラ事件、アカハラ事件の多発について論じられている。
喧嘩の効用
『月刊少年育成』2005年10月号（大阪少年補導協会）掲載。内田は「私たちの世代は『教養主義』最後の世代である」と述べる。そして教養主義の時代を「おのれの個人的嗜好でさえ、つねに『政治的』承認を求めずにはおられない、たいへん面倒な時代だった」と回顧する。
「例えば、私はエヴァリー・ブラザーズやビーチボーイズの軟弱なロックが大好きであったが、私どもの時代にそのようなへたれたスクエアな音楽を聴取することはほとんど『反革命』というに等しい暴挙であった。やむなく私はただ『エヴァリーっていいよね』という個人的感想にはとどまることができず、『（中略） ロックの革命性を髪型や服装やバックステージでの奇行などによって判断するその嗤うべき教条主義・官僚主義こそ真の革命的視点からきびしく糾弾されねばならない』というような屁理屈をこねなければならなかったのである」
響く声・複数の私
『化粧文化』44号（ポーラ文化研究所、2004年6月10日）掲載。村上春樹が柴田元幸との対話で語った「うなぎ説」が紹介されている
天皇制と芸能者――長嶋茂雄と車寅次郎の国民的人気にひそむもの
「憲法の日に憲法のことを書いてくれと頼まれて」書いたもの。出典不明。
甲野先生の不思議な趣味
出典不明。武術および身体技法の研究家の甲野善紀について論じた文章。「甲野先生は（中略）『宿業』ともいうべき趣味がある。それは『人と人を出会わせる』ことである」「動物好きがハブとマングースを見ると、同じ檻に入れたらどうなるか知りたくてたまらなくなるように、甲野先生は『畸人』を見ると、それが別種の『畸人』たちと出会ったら、どんな『化学反応』を起こすか、それを見たくてしかたがないらしいのである」
漫画を読もう！
『Meets Regional』2005年11月号（京阪神エルマガジン社）掲載。紹介されている漫画は『エースをねらえ!』（山本鈴美香）、『日出処の天子』（山岸凉子）、『パタリロ!』（魔夜峰央）、『銀のロマンティック…わはは』（川原泉）、『平成よっぱらい研究所』（二ノ宮知子）ほか。
本が読む
出典不明。『子どもは判ってくれない』（洋泉社、2003年10月）に収録された。冒頭、著者が東京都立日比谷高校の雑誌部に入部したばかりの頃の思い出話が語られる。内田は学校の帰り道、ふと地元の本屋に足が向きコリン・ウィルソンの『アウトサイダー』と出会う。
私のハッピー・ゴー・ラッキーな翻訳家人生
大学翻訳センター（DHC）の通信教育のテキストに寄稿したもの。
断固たる曖昧さ
出典不明。脚本家の笠原和夫にインタビューした書籍『昭和の劇』（太田出版、2002年10月28日）の書評。笠原の「曖昧な態度というのは、人間にとって一番人間的な道なんだというのが僕の解釈なんだよ。つまり人間というのははっきりできるもんじゃないんだと。常に人生は変わってしまうし、曖昧だし、結論が出ない」という言葉が紹介されている。
脱力する知性
小田嶋隆著『人はなぜ学歴にこだわるのか。』（光文社知恵の森文庫、2005年）の解説。
大瀧詠一の系譜学
『ユリイカ』2004年9月号（青土社）掲載。同号のはっぴいえんど特集のために書かれたもの。この一文がきっかけとなり、翌年2005年に内田と大瀧詠一の対談が実現したという。大瀧詠一と山下達郎の「新春放談」、大瀧と笹野みちるの『日本ポップス伝2』（NHK-FM）、大瀧とピーター・バラカンの単発特別番組（FM横浜）などが論じられている。